# René Echevarria
René Echevarria é um escritor e produtor de TV estado-unidense. Escreveu roteiros para séries como Star Trek: The Next Generation e Star Trek: Deep Space Nine bem como para os seriados de TV Now and Again, Dark Angel e Medium, e é co-criador e escritor de The 4400.
Ele é de ascendência cubana.
Echevarria pode ser visto ao fundo da cena no saguão de Vic Fontaine no episódio final de Star Trek: Deep Space Nine, cujo nome é O que você deixa para trás.

## Créditos na Escrita de Star Trek

### The Next Generation
- "The Offspring"
- "Transfigurations"
- "The Mind's Eye"
- "The Perfect Mate"
- "I, Borg"
- "True Q"
- "Ship in a Bottle"
- "Face of the Enemy"
- "Birthright, Part II"
- "Second Chances"
- "Descent, Part II"
- "Inheritance"
- "Lower Decks"
- "Eye of the Beholder"
- "Firstborn"
- "Preemptive Strike"

### Deep Space Nine
- "Equilibrium"
- "Past Tense, Part II"
- "Improbable Cause"
- "Explorers"
- "Facets]"
- "Rejoined"
- "Crossfire"
- "The Muse"
- "...Nor the Battle to the Strong"
- "Trials and Tribble-ations"
- "The Begotten"
- "A Simple Investigation"
- "Children of Time"
- "Behind the Lines"
- "Statistical Probabilities"
- "Honor Among Thieves"
- "Afterimage"
- "Chrysalis"
- "Covenant"
- "Chimera"
- "Penumbra"
- "When It Rains..."
- "The Dogs of War"